# Septembre 1943
Les événements concernant la Seconde Guerre mondiale sont détaillés dans l'article Septembre 1943 (Seconde Guerre mondiale).

## Événements
- Après la capitulation de l’Italie, de nombreux régiments italiens viennent renforcer la résistance yougoslave.

- 2 - 9 septembre : débarquement allié en Italie du Sud - Début de la campagne d'Italie. L'armistice secret signé le 3 septembre entre Italiens et Alliés est rendu public le 8.

- 3 septembre :
  - Des troupes britanniques et canadiennes débarquent à Reggio de Calabre sous le commandement de Montgomery.
  - Armistice de Cassibile : Signature secrète de la capitulation de l’armée italienne par le général Castellano (Short Military Armistice).

- 6 septembre : premier vol du prototype du Northrop XP-56 Black Bullet.

- 7 septembre : mariage d'Orson Welles et de Rita Hayworth.

- 8 septembre :
  - L’armistice entre en vigueur en Italie. Pris de court, Badoglio, le roi Victor-Emmanuel III d'Italie et le prince héritier doivent s’enfuir en territoire allié pour échapper aux Allemands.
  - Déclenchement de l'insurrection en Corse, conduisant à la libération de l'île après un mois de combat.

- 9 septembre :
  - Débarquement américain dans le golfe de Salerne, où ils rencontrent une vive résistance des Allemands.
  - Organisation de la résistance en Italie, regroupant d’anciens soldats réguliers, des prisonniers de guerre anglais ou américains libérés le 8 septembre, des réfractaires au travail obligatoire en Allemagne ou à la conscription. Dès l’automne, ils organisent les premières actions de sabotage et attaques de convois allemands. Constitution à Naples du Comité de libération nationale de Benedetto Croce et du comte Sforza, antifascistes rentrés d’exil.
  - L’insurrection d’Ajaccio fait de cette ville et de la Corse, « le premier morceau libéré de France », pour reprendre la citation du Général De Gaulle, grâce au soulèvement de la population insulaire, de son maquis, puis de l’appui du Premier bataillon de choc et des troupes coloniales.
  - Le cuirassé italien Roma est coulé par deux bombes radioguidées Ruhrstahl-Kramer Fritz X-1.

- 10 septembre : le roi d'Italie débarque à Brindisi.

- 11 septembre : anéantissement du ghetto de Minsk.

- 13 septembre :
  - libération de la Corse par le 1er bataillon de choc venu d’Afrique du Nord qui débarque dans la baie d’Ajaccio.
  - Mussolini, qui était détenu dans les Abruzzes, est libéré par un commando parachutiste dirigé par Otto Skorzeny sur ordre de Hitler.
  - Fondation d’un Comité de libération nationale présidé par Ivanoe Bonomi et qui regroupe communistes, socialistes, libéraux, démocrates-chrétiens. Le Comité exige l’abdication du roi Victor-Emmanuel III.

- 15 septembre :
  - Bataille du Dniepr : les forces allemandes, confrontées à une offensive soviétique majeure depuis le 24 août, se replient sur la rive droite du Dniepr.
  - Accords Speer-Bichelonne.

- 16 septembre :
  - reconnaissance du CFLN par le Canada, la Chine, l'URSS et les états d'Amérique latine;
  - bombardements aériens alliés sur Nantes.

- 17 septembre : le CFLN crée une Assemblée consultative qui sera composée de membres de la Résistance intérieure, de la résistance extérieure et d’anciens élus de la IIIe République.

- 18 septembre : Mussolini proclame à Salò, sur les rives du lac de Garde, une République sociale italienne. Fin septembre, les Allemands occupent les deux tiers de l’Italie.

- 20 septembre : premier vol du chasseur à réaction De Havilland Vampire.

- 20-22 septembre : opération Source. Des sous-marins miniatures britanniques attaquent trois navires allemand en Norvège.

- 21 septembre : les nationalistes triomphent aux élections à Beyrouth et préconisent une modification de la Constitution dont les termes sont « incompatibles avec l’indépendance ». Le représentant de la France, Jean Helleu, s’y oppose. La Chambre de Beyrouth passe outre et abolit le mandat français en novembre.

- 22 septembre : Bataille du Dniepr, les Soviétiques établissent une première tête de pont sur la rive droite.

- 25 septembre :
  - Les Soviétiques reprennent Smolensk au cours de la 2e bataille de Smolensk.
  - Badoglio signe à Malte avec les Alliés un armistice plus détaillé.

- 26 septembre :
  - Les troupes de la division Azul sont retirées du front russe.
  - Victoire navale britannique à la bataille du cap Nord.

- 27-30 septembre : les Quatre journées de Naples, révolte armée des habitants contre l’occupant allemand.

## Naissances
- 5 septembre : Andrew W. Lewis, historien médiéviste américain († 24 octobre 2017)
- 6 septembre : Roger Waters, bassiste cofondateur du groupe britannique Pink Floyd.
- 7 septembre : Gloria Gaynor, chanteuse américaine.
- 8 septembre : Christiane Rorato, actrice de cinéma française († 1er avril 2023).
- 12 septembre :
  - André Menez, biologiste français, expert en protéines toxiques d'origine animale, président du Muséum national d'histoire naturelle de 2006 à 2008 († 2 février 2008).
  - Alain Dostie, directeur de la photographie, scénariste et réalisateur canadien
  - Michael Ondaatje, écrivain canadien.
- 14 septembre :
  - Jacky Chevaux, peintre, graveur, illustrateur, et caricaturiste français († 7 juillet 1995).
  - Charles Gave, essayiste, financier et entrepreneur français
  - Irwin Goodman, musicien finlandais († 14 janvier 1991).
  - Carl Meulenbergh, homme politique allemand.
  - Jan Snijders, judoka néerlandais, frère jumeau de Peter.
  - Peter Snijders, judoka néerlandais, frère jumeau de Jan.
  - Ratomir Tvrdić, basketteur croate.
  - Marcos Valle, auteur-compositeur-interprète brésilien.
  - Jean-Pierre Velly, dessinateur, graveur et peintre français († 26 mai 1990).
- 15 septembre : Gary Schellenberger, homme politique canadien.
- 16 septembre :
  - Oskar Lafontaine, homme politique allemand.
  - Alain Colas, navigateur français († 16 novembre 1978).
- 17 septembre :
  - Samuel T. Durrance, astronaute américain († 5 mai 2023).
  - Angelo Comastri, cardinal italien, président de la Fabrique de Saint-Pierre.
- 21 septembre : Loïk Le Floch-Prigent,  homme d'affaires français († 15 juillet 2025).
- 23 septembre : 
  - Julio Iglesias, chanteur espagnol.
  - Marty Schottenheimer, joueur américain de football américain († 8 février 2021).
- 27 septembre : Amédée de Savoie-Aoste, industriel italien († 1er juin 2021).
- 29 septembre :
  - Lech Wałęsa, président de la Pologne, chef du syndicat Solidarité et prix Nobel de la Paix en 1983.
  - Art Eggleton, homme politique et comptable canadien.

## Décès
- 9 septembre : Chaïm Soutine, peintre.
- 27 septembre : 
  - Lucien Jacob, chef d'un groupe de résistants français bateliers du Rhin (° 6 novembre 1902).
  - Charles Lieby, résistant français, batelier du Rhin.
  - Joseph-Louis Metzger, résistant français (° 5 décembre 1905).
  - Emile Wendling, résistant français batelier du Rhin (° 10 mai 1913).